# Església de Santa Parascheva de Desești
L'església Santa Parascheva de Desești és una església ortodoxa romanesa de la comuna de Desești al comtat de Maramureș (Romania). Fou construïda el 1770 i és un dels vuit edificis que formen les esglésies de fusta de Maramureş, Patrimoni Mundial de la UNESCO des del desembre de 1999, i també està catalogada com a monument històric pel Ministeri de Cultura i Afers Religiosos de Romania.
L'església de Desești representa "un dels monuments característics del Maramureș del segle XVIII". Entre els anys 1996 i 1998 es van dur a terme amplis treballs de restauració, que van afectar tant l'arquitectura com la pintura parietal. L'església es troba a la nova llista de monuments històrics amb el codi LMI: MM-II-mA-04566. Des de 1948, l'església està en poder de l'Església Ortodoxa Romanesa, la Parròquia Ortodoxa Romanesa de Desești. El lloc és reclamat per l'Església Romanesa Unida amb Roma, la Parròquia Romanesa Unida (greco-catòlica) Desești, que va ser propietària del lloc fins que va ser prohibit amb l'establiment del règim comunista.

## Documentació

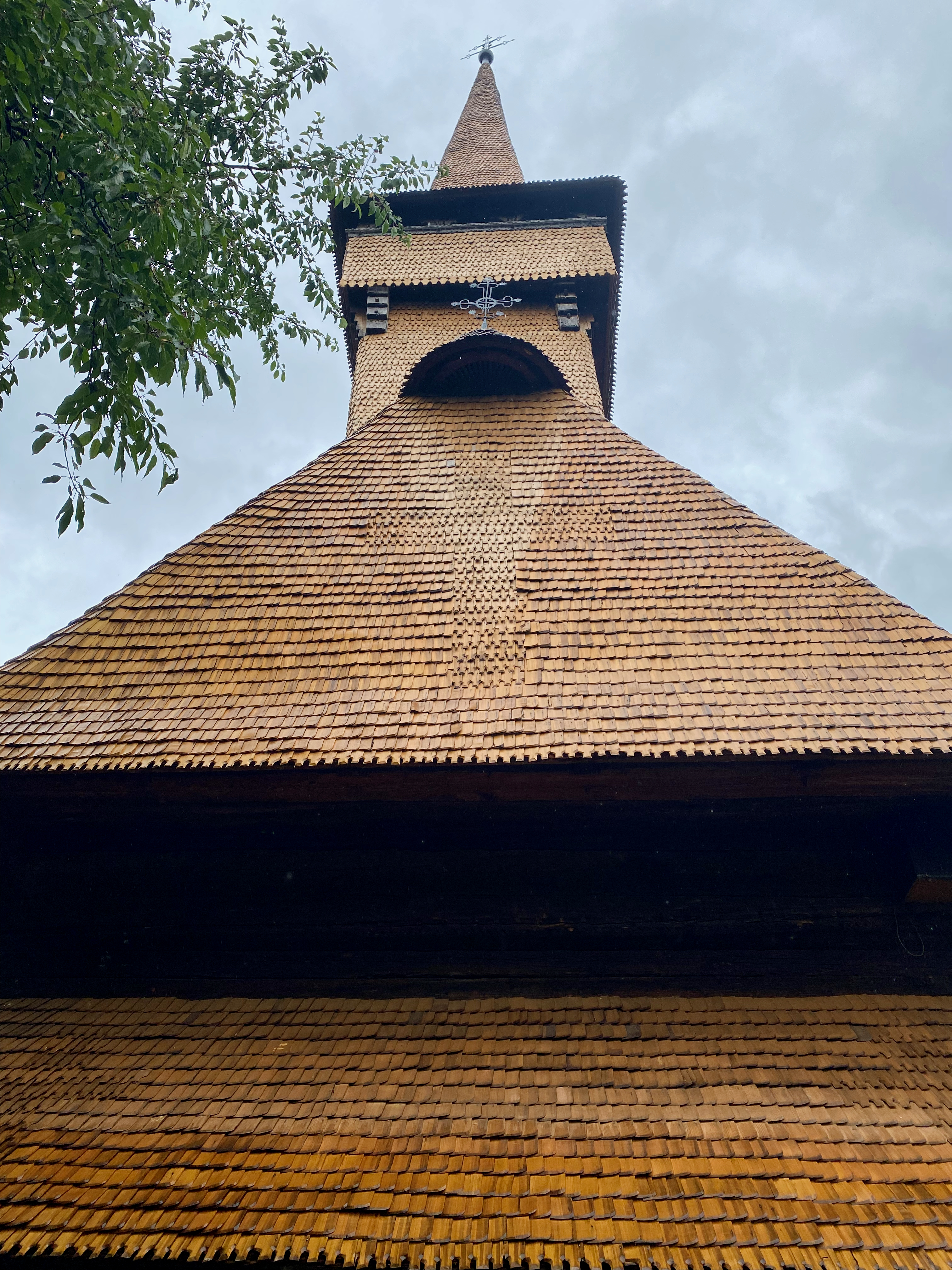
Teulada acabada de restaurar el 2022

Ioan Bârlea va registrar, en la seva obra de 1909, les inscripcions que es guardaven a l'interior de l'església. El 1911 Tit Bud va fer una breu història de la parròquia en aquesta localitat. Victor Brătulescu va descriure l'església de fusta de Desești, sent el primer a presentar gràficament el seu desenvolupament iconogràfic, encara que només sigui parcialment. Al mateix temps, el seu estudi és important perquè inclou annexos amb els plànols i el relleu d'aquesta església. En el seu llibre Arta veche a Maramureșului, I. D. Ștefănescu no insisteix a presentar l'arquitectura de l'església de Desești, sinó que fa referències iconogràfiques i reprodueix les inscripcions que acompanyen algunes imatges. La investigadora Anca Pop Bratu a l'article Clarificacions amb relació a l'activitat dels pintors de tradició post-romana d'Orient al Maramureș històric presenta una comparació entre els iconòstasis realitzats pel pintor Alexandru Ponehalschi inclòs el de Desești, intentant seguir l'evolució estilística de la seva pintura. A l'obra Pictura murală maramureşeană, A. Pop Bratu reprodueix el programa iconogràfic de la pintura parietal de Desești, de manera ben estructurada, amb detalls exhaustius. En el mateix treball, l'autor analitza els trets característics de l'estil pictòric de Radu Munteanu, un dels pintors que van decorar l'interior de l'església de Desești. Marius Porumb sistematitza la trajectòria de l'activitat dels dos pintors que van treballar a Desești al Diccionari de la pintura romanesa antiga de Transsilvània, segles XIII-XVIII. L'autor dedica un capítol a part a la pintura de Maramureş i implícitament a la de Desești a la seva obra titulada A century of Romanian painting from Transylvania, century XVIII. Altres investigacions, que tenen com a tema l'activitat dels pintors Radu Munteanu i Alexandru Ponehalschi, es deuen als historiadors Ecaterina Cicheza-Buculei i Aurel Bongiu. L'arquitectura de l'església de Desești va ser analitzada en el context més ampli dels estudis recents dedicats a l'arquitectura de les esglésies de Maramureș per Alexandru Baboș i Joby Patterson.

## La datació de l'església

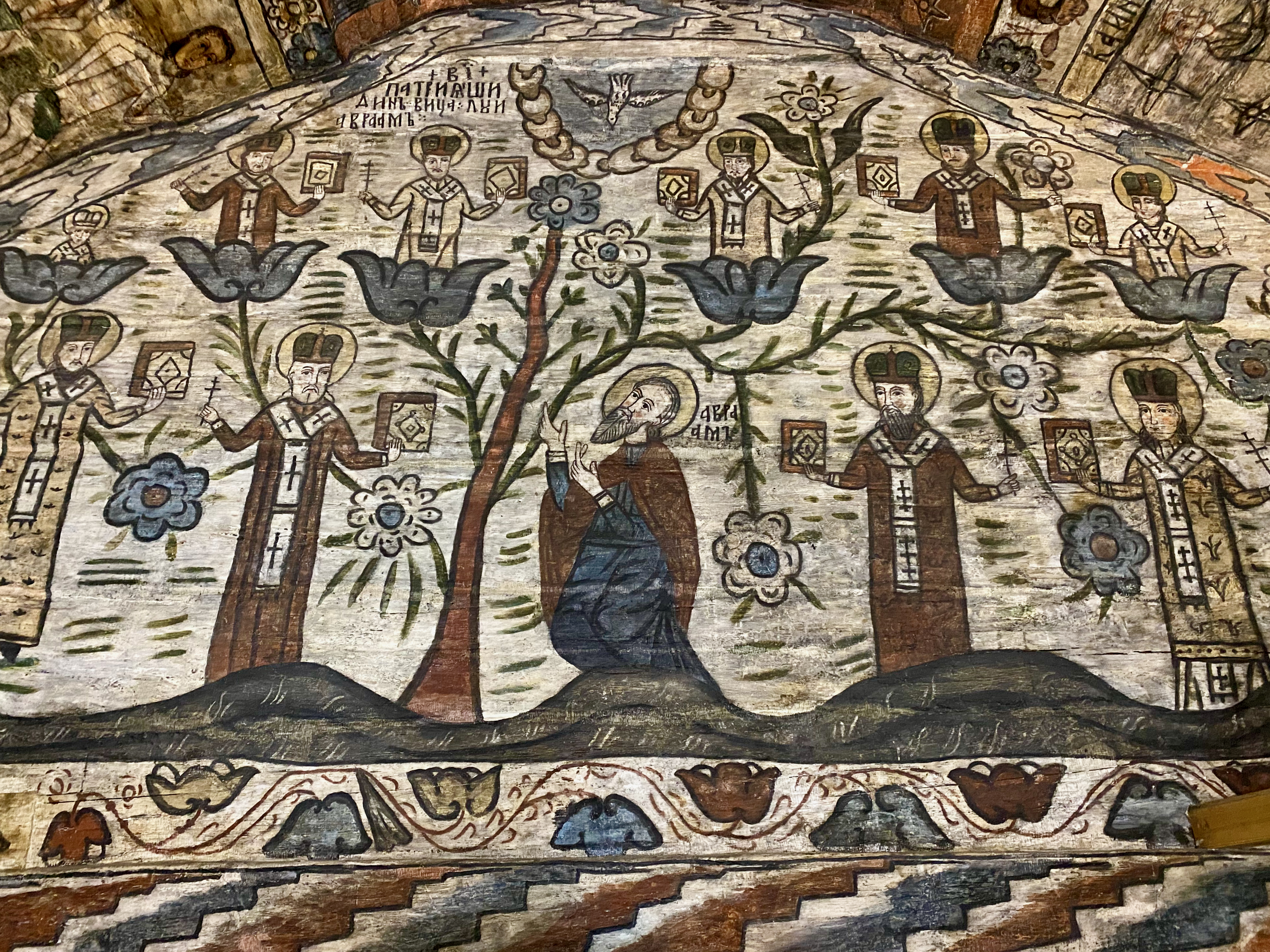
Timpà de ponent de la nau: Arbre dels Patriarques

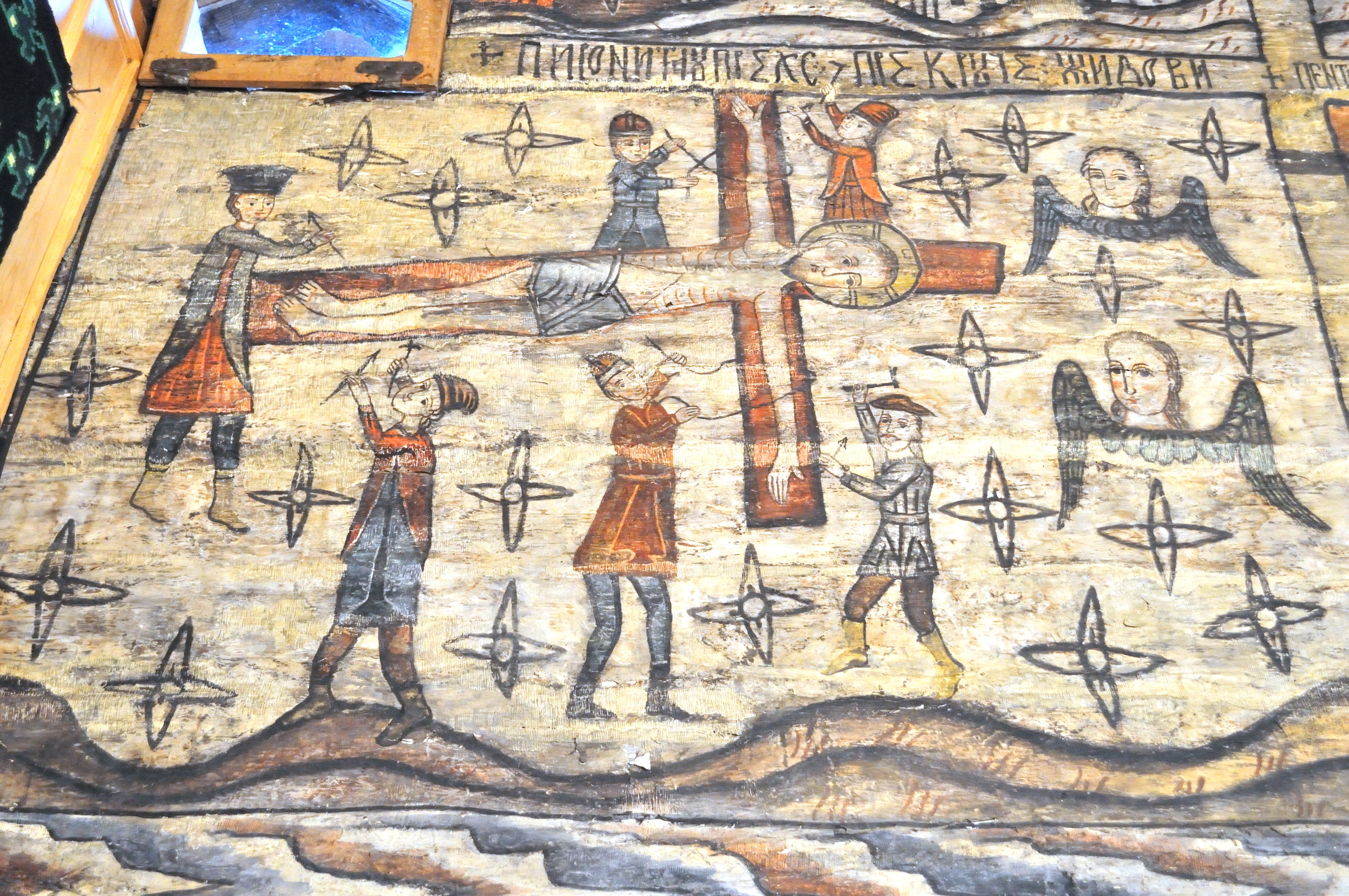
Crucifixió

L'església de fusta de Desești va ser datada per Marius Porumb com a construïda a mitjans del segle XVIII. Tit Bud registra que l'església va ser construïda el 1770. El mateix any de construcció de l'església és proposat per Joby Patterson,i Alexandru Baboș la data de 1780. Tanmateix, tenint en compte que el conjunt parietal i l'iconòstasi es van fer l'any 1780, probablement l'església es va construir uns anys abans de la seva decoració.

## Pintures
La pintura a l'interior de l'església de Desești s'ha mantingut en bon estat, cobrint totes les parets de les tres sales. Precisament per això és especial la importància d'aquest conjunt parietal, essent un exemple representatiu de la pintura post-romana d'Orient del segle XVIII específica de Maramureș. A aquest fet s'hi suma la importància de la trobada a la mateixa església de dos dels pintors més famosos de Maramureș A l'absis de l'altar de l'església hi ha una de les inscripcions que enregistren els noms dels pintors que van crear el quadre: "Van pintar aquest altar sant en temps de […] Bacinschi Andrei, el vicari és Gheorghe Dioseghi, el prototop és Radnic Teodor, el sacerdot és Dunca Moise, diac és Drăguș Todor; els boiars del poble pagaven la pintura. Zugrav Radu Munteanu i Gheorghie". En el pronaos hi ha la següent inscripció: "1780, pagaren aquest tendal i el van pintar els propietaris del poble d'az pisan (jo vaig escriure) el van pintar Radu Munteanu". Ioan Bârlea i Anca Pop Bratu han transcrit erròniament una paraula molt important, que designa els patrocinadors d'aquest quadre. En lloc d'hostes (amos, amos del poble) els investigadors van transcriure jupâneses (nobles, mestresses). A l'iconòstasi, a sobre del registre que conté les icones reials, hi ha una altra inscripció: "Anys del Senyor 1780, aquest sant principal va ser pagat per Eanoș Părșinar i amb la seva esposa Marica, el seu fill Ștefan i amb els seus pares Grigorie, Acsene, per ser la seva almoina pels segles dels segles, Amén al mes de juny 7 dies, de 35 forints". La inscripció no deixa constància del nom del pintor, però és important perquè conté la data d'execució i els noms dels donants. Les tres inscripcions de l'església de Desești certifiquen la importància que els nobles de Maramureș tenien, com a fundadors, en la construcció i la decoració dels llocs de culte.

### L'iconòstasi i les icones a l'església

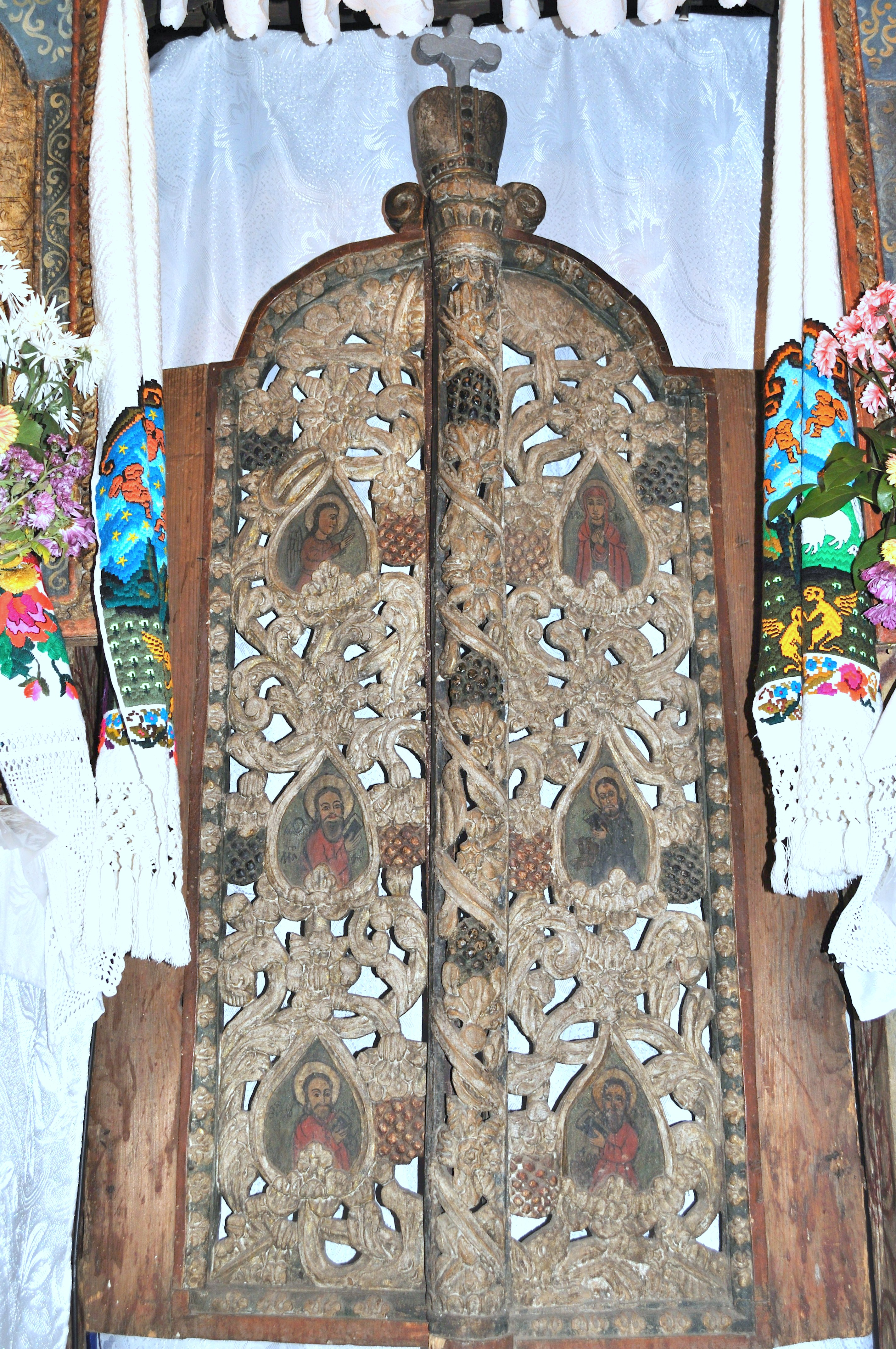
Les portes reials

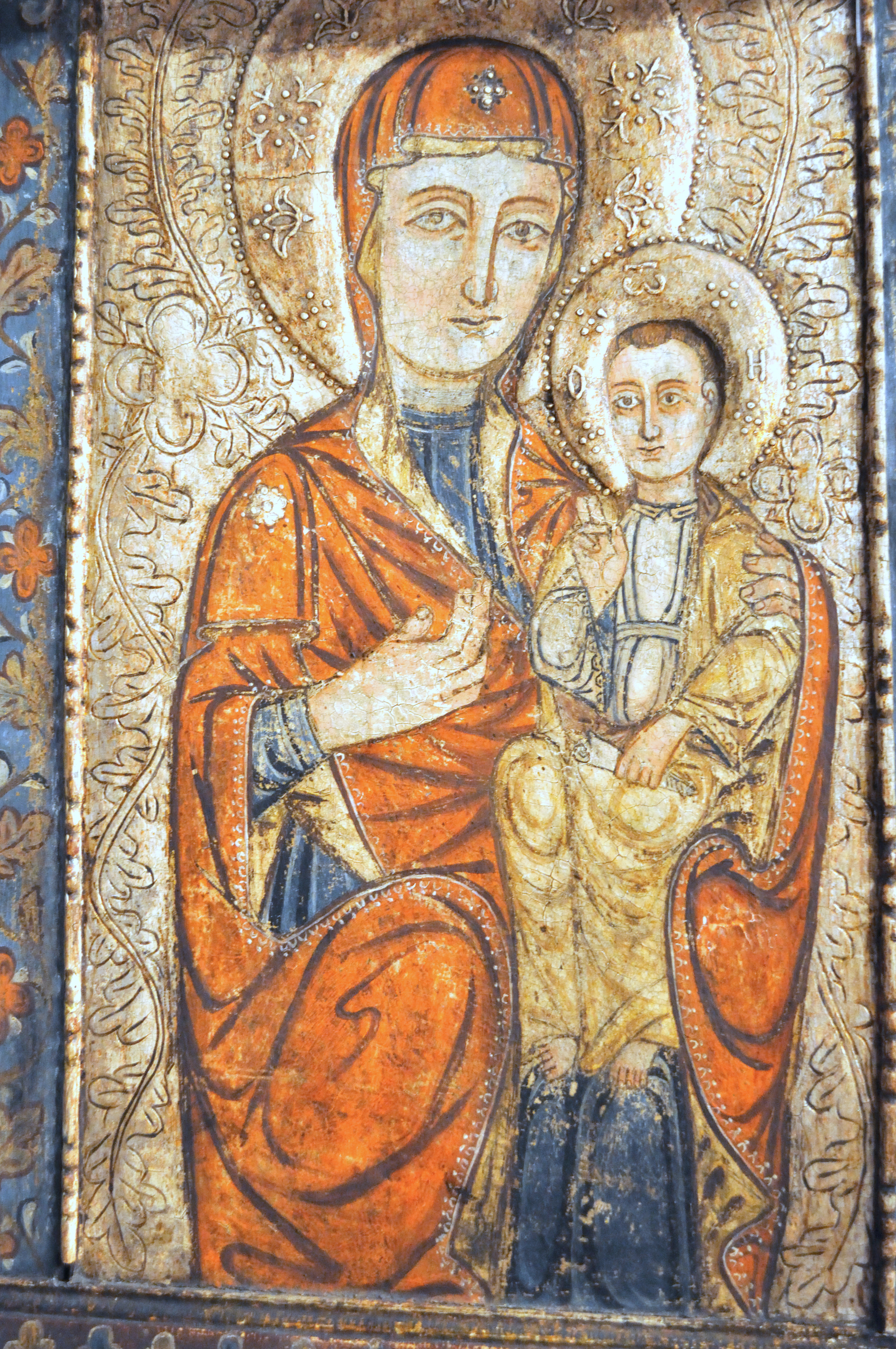
La Mare de Déu amb el Nen

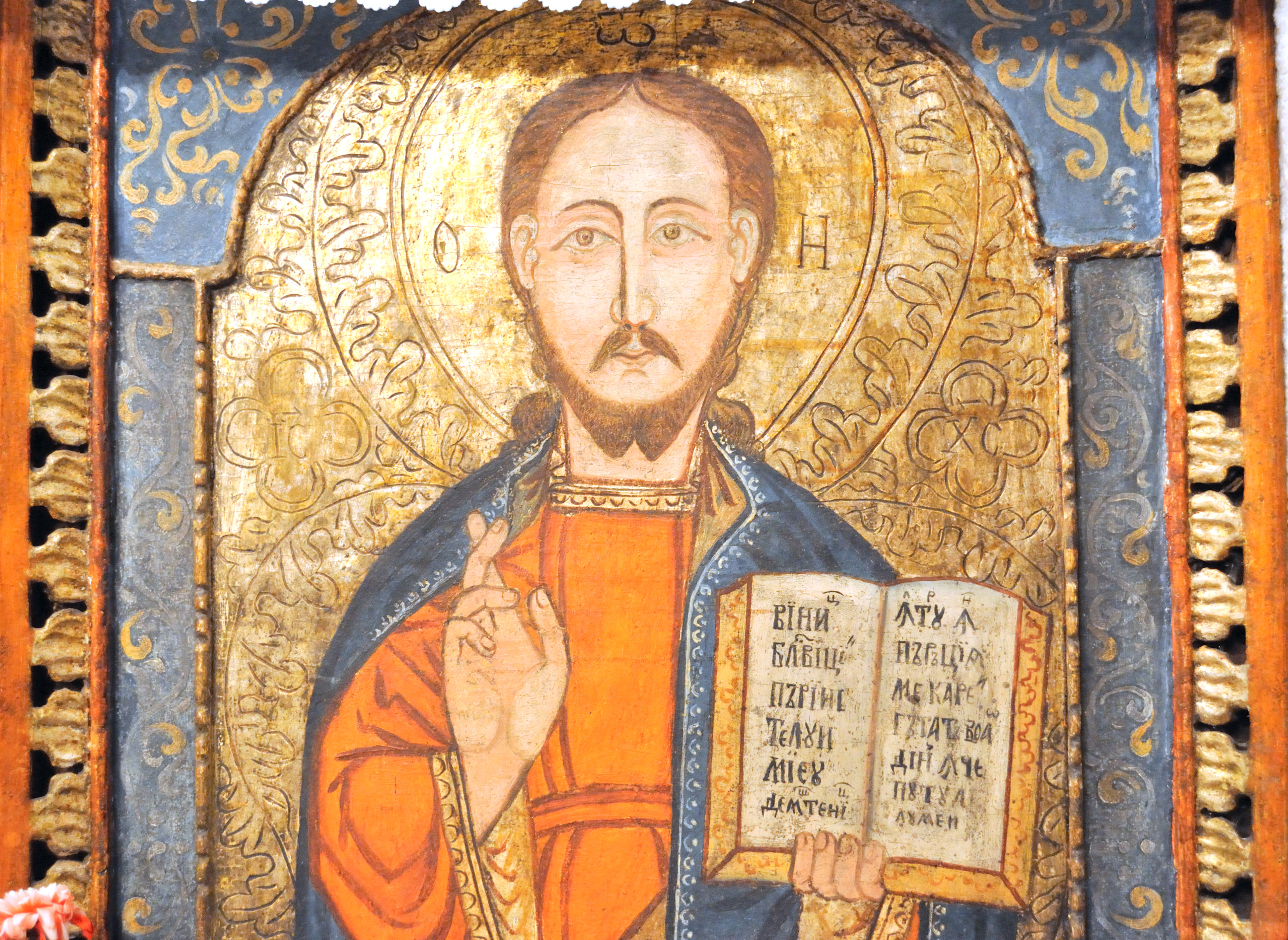
La Deisi

La inscripció de l'iconòstasi no conté el nom del pintor, però per analogia estilística amb altres iconòstasis signats per Alexandru Ponehalschi, el temple de l'església de Desești es pot atribuir al mateix pintor. Segons el seu nom, Alexandru Ponehalschi sembla ser d'origen polonès. El primer testimoni de la seva activitat data de l'any 1751, quan va fer una icona de la Mare de Déu amb el Nen a l'església de Bârsana. Probablement fou el líder d'un taller itinerant, afirmant-se com a pintor muralista, però també com a pintor d'icones.
El temple de l'església de Desești, com en totes les esglésies de Maramureș, està pintat al mur oriental de la nau, pujant fins a la volta, les icones mòbils queden reduïdes a una sola fila. A Desești, l'iconòstasi consta de tres registres superposats, i la part inferior conté 4 icones mòbils, que constitueixen les icones reials. A la part superior del temple es pinten tres escenes: la Crucifixió, la Sepultura i la Resurrecció. El segon registre conté al mig la representació de Déu Pare, i a banda i banda hi ha representats els profetes. A la part mitjana del tercer registre hi ha l'escena de Deisi, flanquejada per representacions dels apòstols. A més de les analogies estilístiques, hi ha semblances evidents en la disposició i la iconografia dels registres en totes les iconòstasis realitzades per A. Ponehalschi. El pintor va crear el temple de l'església de Călinești-Căieni (1754), els iconòstasis de Sârbi-Susani (1760) i Budești-Susani (1760), el temple de l'església de Ieud-Deal (1765) i el de Berbești (1769).
Actualment, el patrimoni mòbil de l'església de fusta de Desești consta de catorze icones, totes pintades amb la mateixa tècnica, tremp sobre suport de fusta. Una de les icones, que representa Jesús Pantocràtor, es va realitzar al segle XVII, mentre que les altres daten del segle XVIII. Les inscripcions de les quatre icones imperials no indiquen el nom del pintor, però, per analogia estilística, es poden atribuir al pintor Alexandru Ponehalschi. La parella d'icones més antiga, la Mare de Déu amb el Nen i la Deisi, es van pintar l'any 1752, segons la inscripció a la primera icona: "[aquesta] icona santa va ser comprada pel pare Stefan i la seva esposa Todora... Que sigui almoina per sempre i sempre amén 1752 mes... ". Probablement aquestes obres formaven part de la iconostasi de l'antiga església. Alexandru Ponehalschi també pinta l'altre parell d'icones reials l'any 1778: Jesús el Pantocràtor i la Mare de Déu amb el Nen. Aquestes obres tampoc estan signades, però la icona de Jesús Pantocràtor té una inscripció important que registra l'any d'execució: "1778, el mes de maig 15 dies, aquesta icona fou comprada per Popu Ioan i la seva esposa Palaghia".
Radu Munteanu, el segon pintor present a Desești, probablement va fer quatre icones per a aquesta església: l'Ascensió de Jesús, el Baptisme del Senyor, la Transfiguració i Santa Parascheva. Tot i que cap d'ells està signat, per analogia estilística se li poden atribuir les obres. La icona de Santa Parascheva, pintada cap a finals del segle XVIII, va ser probablement la icona patrona de l'església de Desești. El pintor Radu Munteanu era originari del poble d'Ungureni, situat a la zona de Lăpuș. La icona de la màrtir de Parascheva pintada l'any 1754 a Sălnița és la primera obra que coneixem de l'obra del pintor. El contacte amb pintors de Maramureş va influir en l'activitat de Radu Munteanu, determinant l'adopció del programa iconogràfic específic de les esglésies de Maramureş i dins dels monuments de culte de la zona de Lăpuș, amb les esglésies d'Ungureni (1782), Rogoz (1785).

### Pintura de l'absis de l'altar

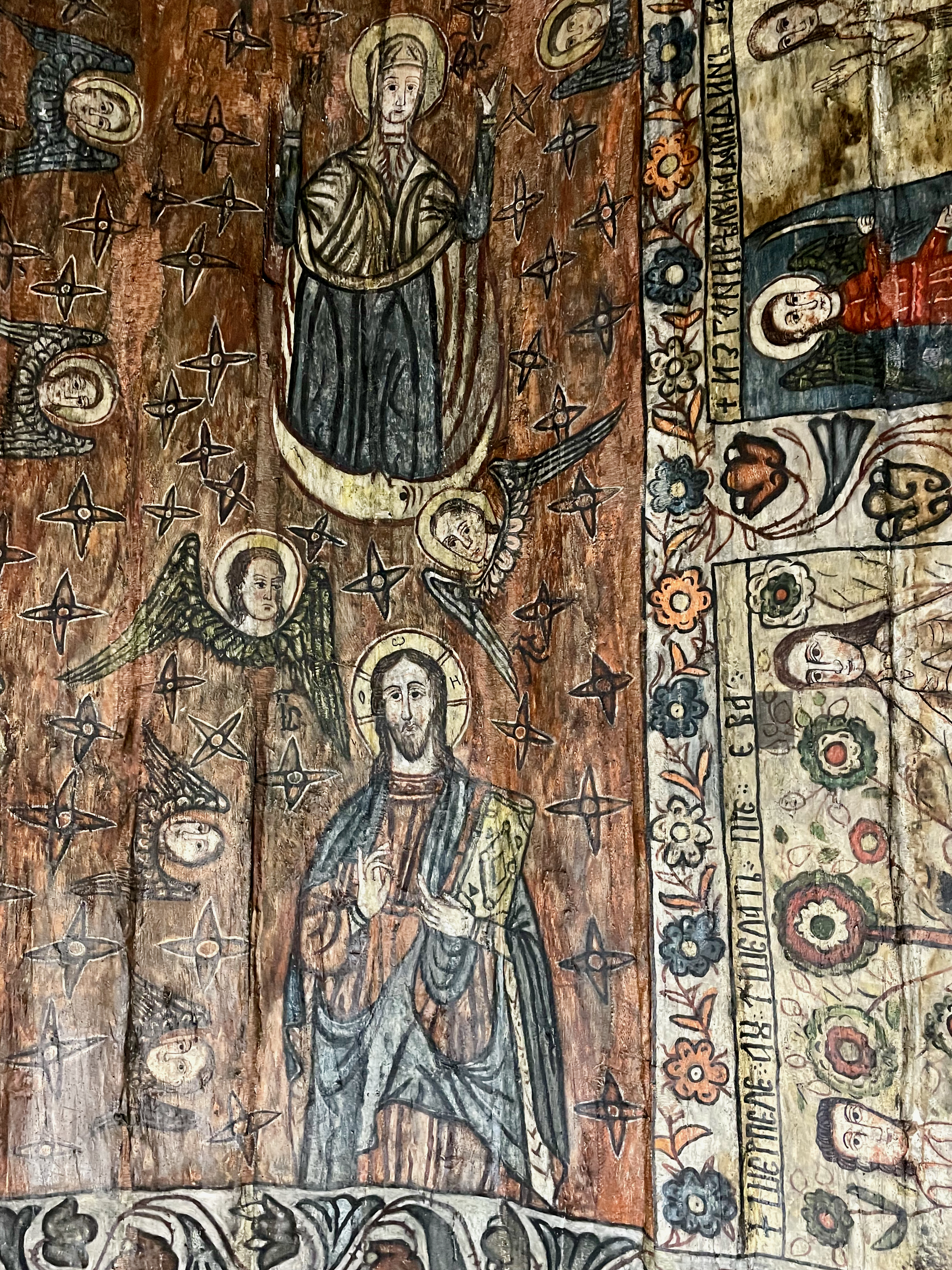
Pintures volta: Maria Orant, Jesús Mestre i àngels

L'edifici de l'església constitueix tant la residència celestial, la casa de Déu com l'església terrestre. Les activitats més sagrades tenen lloc a la zona del santuari, la seva sala està destinada als membres del clergat. En aquest espai hi ha la taula de l'altar i es realitzen els sants misteris.
La pintura de l'absis de l'altar de l'església de Desești respecta els cànons de la pintura romana d'Orient, segons els quals la volta i els murs del santuari estan dedicats a la Mare de Déu i a la divina litúrgia. A Desești, al mig de la volta, la Verge Maria està pintada en un medalló, representada resant. El medalló de la Mare de Déu està envoltat per les representacions dels quatre evangelistes. Els arcàngels Rafael i Gabriel estan representats als timpans. A la paret est es troba la representació de la Santa Trinitat a Mamvri. A la part sud-est estan pintades les escenes de les miròfores al sepulcre i l'Àngel al sepulcre de Jesús. La representació de les miròfores al sepulcre és un tema específic de l'altar, relacionat amb l'esperança en la resurrecció. També es van pintar a les parets els temes següents: Tres soldats compartint la camisa de Jesús, Crucifixió, Entrada a l'església de la Mare de Déu. A la paret nord de l'absis de l'altar, on es troba la proscomídia, el lloc destinat a la preparació dels dons sagrats, hi ha les escenes del Sacrifici d'Abraham i Jesús-Viță-de-Vie, que simbolitzen el sacrifici litúrgic. El programa iconogràfic de l'absis de l'altar inclou, segons les indicacions dels llibres de pintura romana d'Orient, representacions dels sants jerarques. A la part sud, on es troba el diacònicon – el lloc on es guarden els ornaments litúrgics – hi ha les imatges de sant Pacomi i de l'arcàngel Miquel.

### Pintura de la nau

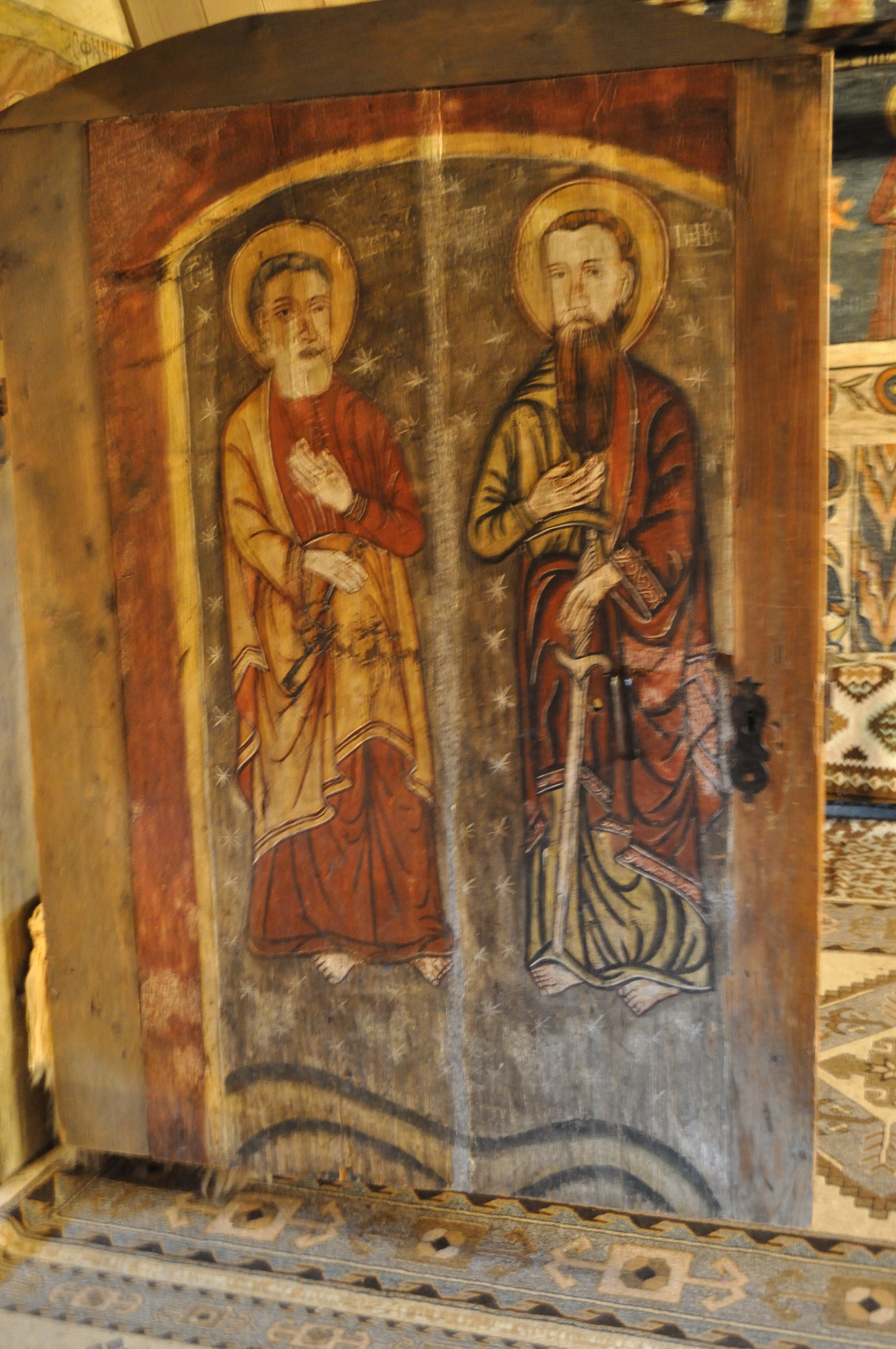
Porta d'entrada a la nau pintada: "Sants Apòstols Pere i Pau"

El naos representa l'espai on la comunitat es reuneix per assistir a oficis religiosos, i simbòlicament representa l'encarnació terrenal de l'univers cristià. La cúpula de la nau simbolitza el cel, la «jerarquia divina», però com que aquest element arquitectònic falta a les esglésies de fusta, la volta adquireix aquest significat. A la volta de l'església de Desești, el pintor va representar Maria, la Mare de Déu resant, Jesús Mestre i quatre arcàngels.
Les esglésies de Maramureș inclouen a la nau una gran mostra de l'Antic Testament, la representació d'aquests temes constituint una característica dels conjunts iconogràfics de tota Transsilvània. En els conjunts de pintura de Maramureș predominen les escenes del Gènesi. Aquesta característica també es troba a l'església de Desești, on el segon registre, pintat a la base de la volta, està format per cinc escenes que formen part del cicle del Gènesi: La creació d'Adam, La creació d'Eva, La temptació de la serp, L'expulsió del paradís i Caín mata Abel. L'arbre dels patriarques cobreix tot el mur de ponent, essent pintat de forma àmplia.
El conjunt mural de l'església de Desești també presenta una altra característica important del programa iconogràfic de les esglésies de Maramureș: als murs de la nau es representa de manera comparativa, amb un fort to moralitzador, escenes de l'Antic Testament (escenes del Gènesi) i del Nou Testament (miracles, paràboles i la Passió). El cicle de la Passió és el més detallat, incloent-hi setze escenes. Radu Munteanu conservarà aquesta disposició iconogràfica a les esglésies d'Ungureni i Rogoz, a la zona de Lăpuș.
A la part inferior de les parets de la nau es troben retrats de màrtirs, que representen sants militars, ermitans i confessors. El registre inferior de la paret nord inclou tres episodis de la vida de Sant Demetri: la lluita de Nèstor amb Lieu, Lieu empalat, i Sant Demetri beneint Nèstor. El primer episodi és sovint representat a les esglésies de Maramureș, amb el personatge negatiu Lieu sovint vestit amb uniforme d'hússar. Altres temes de l'Antic Testament pintats al registre inferior de la nau inclouen: David plora la mort d’Absalom, David mata Goliat, Judit i Holofernes. La porta d'entrada occidental de la nau està decorada amb representacions de Sant Pere i Sant Pau.

### Pintura de Pronaos

Pintures pronaos

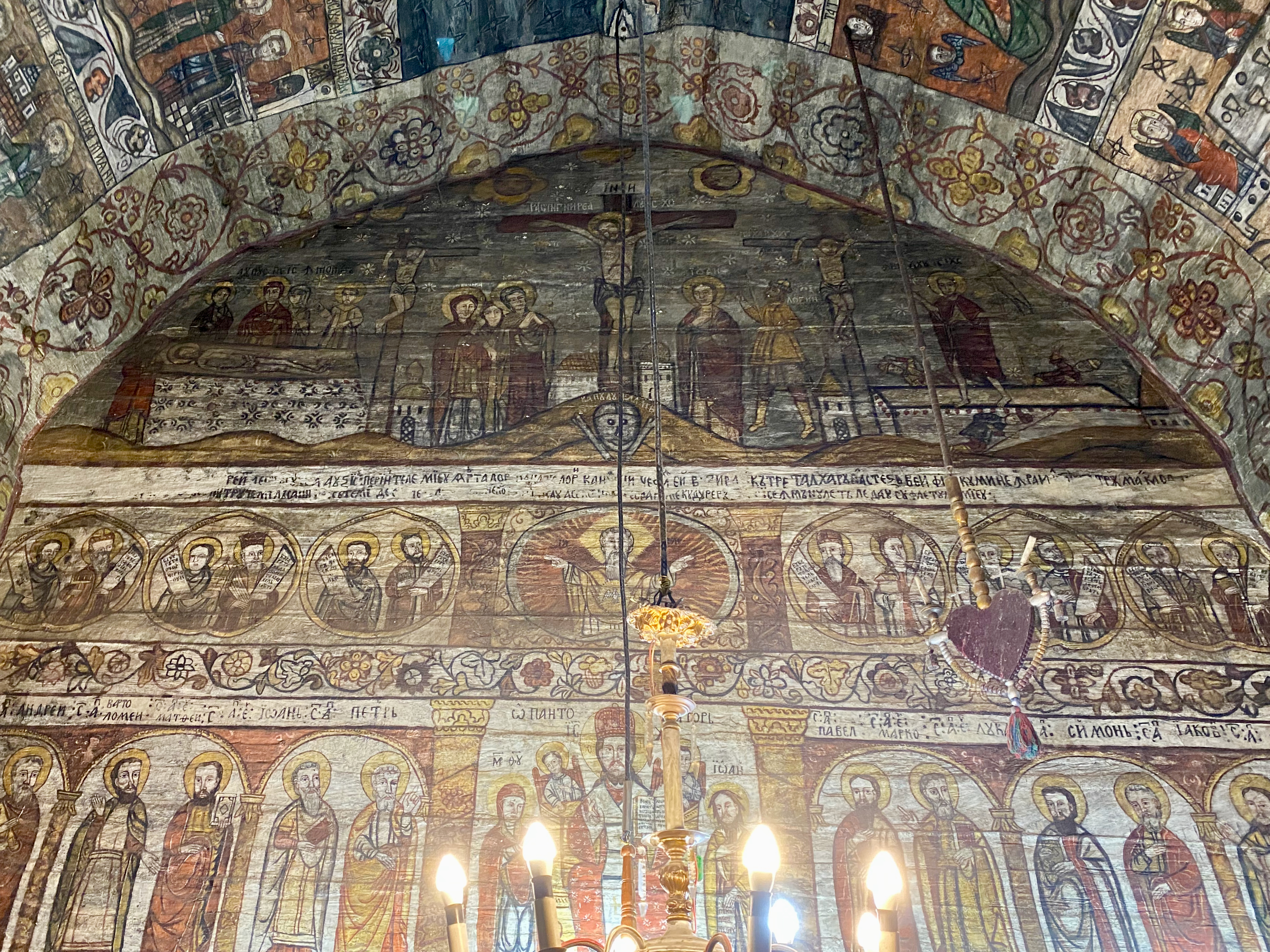
Iconòstasi, pintures superiors

A les esglésies de fusta del Maramureș, la nau és anomenada pels habitants de la zona «església de les dones», perquè assisteixen a l'ofici des d'aquest espai. La composició del Judici Final ocupa el lloc més important en la pintura del pronaos de l'església de Desești: té una àmplia difusió, s'estén per les quatre parets de la sala. El Judici Final és una representació que no va faltar a gairebé cap església romanesa de fusta de la zona històrica del Maramureș, sempre pintada a l'espai del pronaos. A causa de l'escàs espai de què disposaven els pintors maramuresos, van haver de recórrer a una selecció d'escenes, no podent representar totes les imatges recomanades pels tractats d'iconografia. La selecció es va fer segons el caràcter didàctic de les escenes, i el Judici Final, conegut pel seu paper moralitzador, va tenir un desenvolupament molt important.
“La localització del Judici Final a l'espai més proper a l'entrada o sortida dels fidels de l'església té una llarga tradició en la iconografia cristiana, l'escena es representa amb freqüència a la nau o nàrtex del mur occidental o de vegades a l'esonàrtex. El tema del Judici Final es representava habitualment, tant a les esglésies romanes d'Orient com a les d'Europa occidental, al mur de ponent, al costat on es pon el sol". En el cas de l'església de Desești, el centre de la composició es troba a la paret est i representa Jesús el jutge. És assistit pels apòstols i els àngels que toquen les trompetes. A la part inferior Jesús està flanquejat per Adam i Eva agenollats, i als seus peus hi ha la representació d'Etimasia. A la paret de llevant hi ha la imatge del Cel, representada pels tres patriarques, sostenint en braços les ànimes dels elegits. Al costat nord del pronaos del registre superior hi ha pintats els màrtirs, els reverends, els emperadors, els patriarques. En el registre inferior es desenvolupa àmpliament el tema dels profetes. A Desești, l'escena de l'infern està ben desenvolupada, s'estén per tres parets. El riu de foc surt de sota els peus de Jesús i s'aboca a la boca del monstre Leviatan. El pintor incloïa entre els pecadors "vessadors de sang", "fornicadors", "monges prostitutes", "spanul", "judes", que es col·loquen en carros empesos pels diables. En el riu de foc, "fúries" i "jutges injustos" es pinten en agonia. En una part de l'Infern hi ha dos diables que torturen una noia asseguda en un llit, i la inscripció al costat explica el significat de l'escena: "La noia que dorm el diumenge". Però el món de l'infern de Maramureş inclou certes representacions que no són descrites pels llibres d'iconografia. A Desești, a la part alta de l'Infern, es pinten la Mandra, la Mort, la Pesta i la Fam, asseguts en cadires. Més tard, el pintor Radu Munteanu va incloure aquests personatges: el 1785 a la composició del Judici Final a Rogoz, zona de Lăpuș. Al mateix temps, les tres primeres personificacions esmentades també es troben a les esglésies de la zona de Codrului, a Corund i Orțăța. A la part baixa del mur de ponent, el pintor representava altres pecadors turmentats pels diables: al "mentider" se li treu la llengua, i el que va matar els seus pares és colpejat pel diable amb una destral. Un altre registre conté les següents escenes: "La Gehenna pudent", "Tàrtar", "Cruixir de dents" i "Cucs que no dormen". Al registre superior de la paret sud, es troba la imatge de Moisès conduint els grups de nacions cap al tron de judici de Jesús. Les nacions es poden identificar mitjançant inscripcions: "jueus", "turcs", "alemanys", "tàrtars", "francesos".
Al vestíbul de l'església de Desești, al mur de ponent, a sobre de l'entrada -davant de la representació de Jesús el Jutge- la Mare de Déu està pintada en forma d'orant. A la part esquerra del mateix mur, sobre la imatge de l'Infern, hi ha l'escena de la Paràbola de les Deu Verges, la significació escatològica de la qual està relacionada amb el Judici Final. La decoració de l'espai del pronaos es completa amb les representacions al sostre: Màrtirs Varvara, Iuliana i Marina, Santa Sofia i Santa Marina. El sostre també està decorat amb representacions de l'arcàngel Miquel i el profeta Daniel.
El programa iconogràfic dels temples és similar, tot i que es poden identificar algunes diferències. El primer registre conté als temples de Călinești-Căieni, Sârbi-Susani, Budești-Susani i Ieud-Deal la Crucifixió a la part central, a l'esquerra l'escena del Descens de la Creu, i a la dreta l'Enterrament. Només a l'església de Desești l'escena va ser substituïda per la Resurrecció. A l'escena de la Crucifixió, a tots els temples la disposició dels personatges és idèntica. Excepte l'església de Desești, els altres iconòstasis pintats per Alexandru Ponehalschi, contenen a la part mitjana del segon registre la representació de la Mare de Déu de l'Encarnació, que porta el nen Jesús en un medalló al pit. A Desești, el mateix espai l'ocupa la representació de Déu Pare. Tots els temples contenen les representacions dels profetes als costats d'aquest registre. El desenvolupament iconogràfic de tots els iconòstasis d'Alexandru Ponehalschi, presenta en el tercer registre l'escena Deisi i les representacions dels dotze apòstols. Per a la reconstrucció parcial de l'iconòstasi de l'església de Berbești, que va ser enderrocada l'any 1932, resulta molt important la foto feta per Atanasie Popa i publicada per Alexandru Baboș. La foto feta des de la nau cap a l'absis de l'altar recull la part inferior de l'iconòstasi. En el tercer registre, s'observa que l'escena de Deisi i les representacions dels apòstols es van pintar agrupades per parelles sota els arcs. Del segon registre, la fotografia només mostra la part inferior, distingint parcialment els medallons amb profetes, i probablement la Mare de Déu estava pintada a la part mitjana. Comparant la decoració dels iconòstasis pintats per Alexandru Ponehalschi, es troba una complicació de les formes: la decoració més senzilla és present a l'iconòstasi més antic, de Călinești-Căeni, els motius decoratius es compliquen en els posteriors.